# فینال جام باشگاه‌های اروپا ۱۹۵۶
فینال جام باشگاه‌های اروپا ۱۹۵۶، رقابت پایانی جام باشگاه‌های اروپا در سال ۱۹۵۶ میلادی است که مابین دو تیم باشگاه فوتبال رئال مادرید و باشگاه فوتبال استاد رمس در ورزشگاه پارک دو پرنس برگزار شده‌است.
این مسابقه که در تاریخ ۱۳ ژوئن ۱۹۵۶ انجام شده‌است با نتیجه ۴ بر ۳ به سود تیم باشگاه فوتبال رئال مادرید به پایان رسید.